# Antrocephalus euphorbiae
Antrocephalus euphorbiae is een vliesvleugelig insect uit de familie bronswespen (Chalcididae). De wetenschappelijke naam is voor het eerst geldig gepubliceerd in 1954 door Risbec.